# Nugaal (Region)
Nugaal (auch Nogal geschrieben; arabisch نوغال Nūghāl) ist eine Region in Zentralsomalia und Teil des faktisch autonomen, international nicht anerkannten Puntland. Ihre Hauptstadt ist Garoowe.
Eine weitere Stadt ist Eyl. Die südliche Nachbarregion heißt Mudug, nördlich von Nugaal liegt Bari und westlich liegt Sool, das früher Teil von Nugaal war. Im Südwesten grenzt Nugaal an Äthiopien und im Osten liegt der Indische Ozean. Die Küste von Nugaal war vom Tsunami am 26. Dezember 2004 betroffen.
Seinen Namen hat Nugaal vom Fluss Nugaal bzw. Nogal, in dessen Tal (Nugaaleed-Tal oder Nogal-Tal) die Region liegt.